# Perspicacia para comprender las Escrituras
Perspicacia para comprender las Escrituras es un diccionario bíblico preparado y publicado por la Watch Tower Bible and Tract Society of Pennsylvania, casa editora y principal entidad jurídica y financiera de los Testigos de Jehová. La obra fue presentada en la Asamblea de Distrito «Justicia Divina», celebrada durante la segunda mitad de 1988 y principios de 1989, con el título: «Insight on the Scriptures». Al mismo tiempo se publicó la edición en español.
El libro consta de dos extensos volúmenes de referencia y consulta enciclopédica sobre palabras significativas que aparecen en la Biblia.
Se trata de una obra confesional, que toma datos de lingüistas, historiadores y arqueólogos bíblicos a fin de que concuerden con las premisas teológicas de la Sociedad Watchtower. No se recogen las posturas de los investigadores más recientes o independientes.

### Sitios oficiales de los Testigos de Jehová
- Sitio oficial de los Testigos de Jehová
- Perspicacia para comprender las Escrituras
- Perspicacia para comprender las Escrituras (volumen 1 y 2) en formato pdf

- Datos: Q929298